# Sicyopus fehlmanni
Sicyopus fehlmann es una especie de pez de la familia de los    Gobiidae en el orden de los Perciformes.

## Morfología
Los machos pueden llegar a alcanzar los 5,1 cm de longitud total.

## Hábitat
Es un pez   de clima tropical y bentopelágico.

## Distribución geográfica
Se encuentra en Oceanía: República de Palau.

## Observaciones
Es inofensivo para los humanos.